# Piero Tomasoni
Piero Tomasoni (Manerbio, 1º giugno 1936 – Brescia, 18 ottobre 2022) è stato un pugile italiano, soprannominato “Il martello di Manerbio” dal nome del paese natale. È stato campione italiano e sfidante al titolo europeo dei pesi massimi.

## Carriera
Combatte da dilettante nei pesi medi e vince la medaglia d'argento ai campionati nazionali del 1960, a Torino, sconfitto ai punti da Giovanni Pautasso.
Esordisce al professionismo l'anno successivo, nei mediomassimi, primo febbraio 1961 a Brescia. Dopo 16 incontri disputati, di cui 14 vinti e due pari, il 7 dicembre 1962 incrocia i guantoni con Piero Del Papa, futuro campione europeo della categoria, per il titolo nazionale lasciato vacante da Giulio Rinaldi. Del Papa lo sconfigge ai punti in 12 riprese.
Passa così ai pesi massimi e, il 24 gennaio 1964, sconfigge ai punti Benito Penna, guadagnandosi il diritto a combattere per il titolo italiano della categoria. Il campione in carica è il bresciano Santo Amonti che, il 24 maggio successivo, lo batte ai punti in 12 riprese, conservando la cintura di campione nazionale.
Dopo poco più di un mese, Tomasoni conosce per la prima volta la sconfitta prima del limite (Kot all'ottavo round) con quel Benito Penna che aveva già battuto nella semifinale per il titolo. Il 16 gennaio 1965, va a combattere in Germania, a Dortmund e, inaspettatamente, batte il pugile locale Wilhelm von Homburg, ai punti.
Grazie a questa vittoria è designato sfidante al titolo europeo, detenuto dall'altro tedesco Karl Mildenberger. Questi aveva guadagnato la cintura continentale, già vacante, mettendo Ko al primo round il campione italiano Santo Amonti. Nel ring a lui ostile della Festhalle di Francoforte, Tomasoni resiste per quindici riprese ma viene sconfitto ai punti.
Il 5 novembre 1965, a Milano, sale nuovamente sul ring per strappare ad Amonti la cintura di campione italiano. Il risultato è devastante per il detentore del titolo che viene messo Ko alla nona ripresa da Tomasoni che diventa per la prima volta campione italiano dei pesi massimi.

Santo Amonti (a sinistra) e Piero Tomasoni, prima di sfidarsi per la seconda volta per il titolo italiano (5 novembre 1965)

Difende vittoriosamente la cintura contro Giorgio Masteghin, il 29 aprile 1966, a Roma, vincendo per squalifica alla decima ripresa. Dopo una vittoria per Kot a Kensington con il britannico Jack Bodell e un pari a Milano con lo statunitense Billy Daniels, Tomasoni sfida per la seconda volta Mildenberger per la corona europea.
L'incontro si tiene nuovamente in terra tedesca, a Francoforte, il 1º febbraio 1967. Mildenberger che, nel frattempo ha conosciuto tre volte il tappeto e la sconfitta con Muhammad Ali, per il titolo mondiale, riesce a conservare la corona europea ma ancora una volta ai punti.
Il 29 marzo 1967, Tomasoni mette per la prima volta il titolo in palio con il bolognese Dante Cané, con il quale combatterà tre volte. Sul ring di Torino, Tomasoni prevale ai punti in dodici riprese. Dopo di ciò sostiene quattro incontri senza sconfitte con alcuni pugili statunitensi, anche se sempre in patria. Poi, il 29 settembre 1968, a Brescia, sconfigge il temibile tedesco Jürgen Blin, per squalifica al secondo round.
Grazie a tale successo è nuovamente designato a sfidare per il titolo europeo dei pesi massimi contro Henry Cooper che, nel frattempo, si era impadronito del titolo e aveva fatto conoscere l'onta del tappeto nientemeno che al grande Muhammad Ali. L'incontro si svolge il 13 marzo 1969, al Palazzetto dello Sport della capitale. Cooper riesce a imporre la sua devastante potenza nei confronti dell'italiano, mandandolo Ko alla quinta ripresa e conservando il titolo.
L'11 giugno 1969, al Teatro Ariston di Sanremo, Tomasoni mette in palio il titolo italiano ancora una volta contro Dante Canè. Stavolta è il bolognese a prevalere ai punti in dodici riprese, conquistando così, per la prima volta, il titolo di campione d'Italia. Canè gli concede la rivincita il primo dicembre dello stesso anno ma sul ring casalingo della propria Bologna. Tomasoni va Kot all'ottava ripresa e, a soli ventisei anni, abbandona il pugilato.